# Iphiaulax maculifrons
Iphiaulax maculifrons är en stekelart som först beskrevs av Conrad Ritsema 1874.  Iphiaulax maculifrons ingår i släktet Iphiaulax och familjen bracksteklar. Utöver nominatformen finns också underarten I. m. ruberrimus.